# Cerco de Maastricht
O Cerco de Maastricht ocorreu de 13 a 30 de junho de 1673, durante a Guerra Franco-Holandesa de 1672 a 1678, quando um exército francês capturou a fortaleza holandesa de Maastricht. A cidade ocupava uma posição estratégica chave no rio Meuse e sua captura foi o principal objetivo francês para 1673. A cidade foi devolvida aos holandeses sob os termos do Tratado de Nijmegen de 1678.
O cerco foi conduzido pelo engenheiro militar francês Vauban e acredita-se que seja o primeiro uso de uma técnica conhecida como cerco paralelo, um conceito que permaneceu em uso até meados do século XX. As vítimas incluíram Charles de Batz de Castelmore d'Artagnan, supostamente a inspiração para o personagem central do romance histórico de Alexandre Dumas Os Três Mosqueteiros.

## Antecedentes
Na Guerra de Devolução de 1667–1668, a França capturou partes dos Países Baixos Espanhóis e todo o Franco-Condado, mas foi forçada a abrir mão da maior parte desses ganhos no Tratado de Aix-la-Chapelle (1668) com a Tríplice Aliança de 1668 entre a Inglaterra, a Suécia e a República Holandesa. Antes de fazer outra tentativa de ganhar território no norte, Luís XIV fortaleceu sua posição diplomática pagando à Suécia para permanecer neutra, enquanto a Inglaterra concordou com uma aliança contra os holandeses no Tratado Secreto de Dover de 1670.
Quando os franceses invadiram a República Holandesa em maio de 1672, eles inicialmente pareciam ter alcançado uma vitória esmagadora, capturando as principais fortalezas de Nijmegen e Fort Crèvecœur, situado perto de 's-Hertogenbosch e ocupando Utrecht sem lutar. No entanto, no final de julho, a posição holandesa se estabilizou atrás da linha de água Holandesa e a preocupação com os ganhos franceses trouxeram-lhes o apoio de Frederico Guilherme, Eleitor de Brandemburgo, de Leopoldo I do Sacro Império Romano-Germânico e de Carlos II da Espanha. Isso forçou Luís a dividir suas forças. Em agosto de 1672, ele enviou seu melhor general Henrique de La Tour de Auvérnia, Visconde de Turenne com 50.000 soldados para a Renânia.
Maastricht está localizada no extremo leste da região de Flandres, uma área compacta de 160 quilômetros de largura, o ponto mais alto a apenas 100 metros acima do nível do mar, dominada por canais e rios. Até o advento das ferrovias no século XIX, bens e suprimentos eram transportados principalmente por água e campanhas travadas pelo controle de rios como o Lys, o Sambre e o Mose. Junto com Sedan, Namur e Liège, Maastricht é uma de uma série de cidades-fortaleza estratégicas que controlam o vale do Mose e pontes sobre o rio. Capturada em 1632 dos Habsburgos pelo estatuder holandês Frederico Henrique, Príncipe de Orange, suas fortificações foram consideravelmente expandidas até 1645.

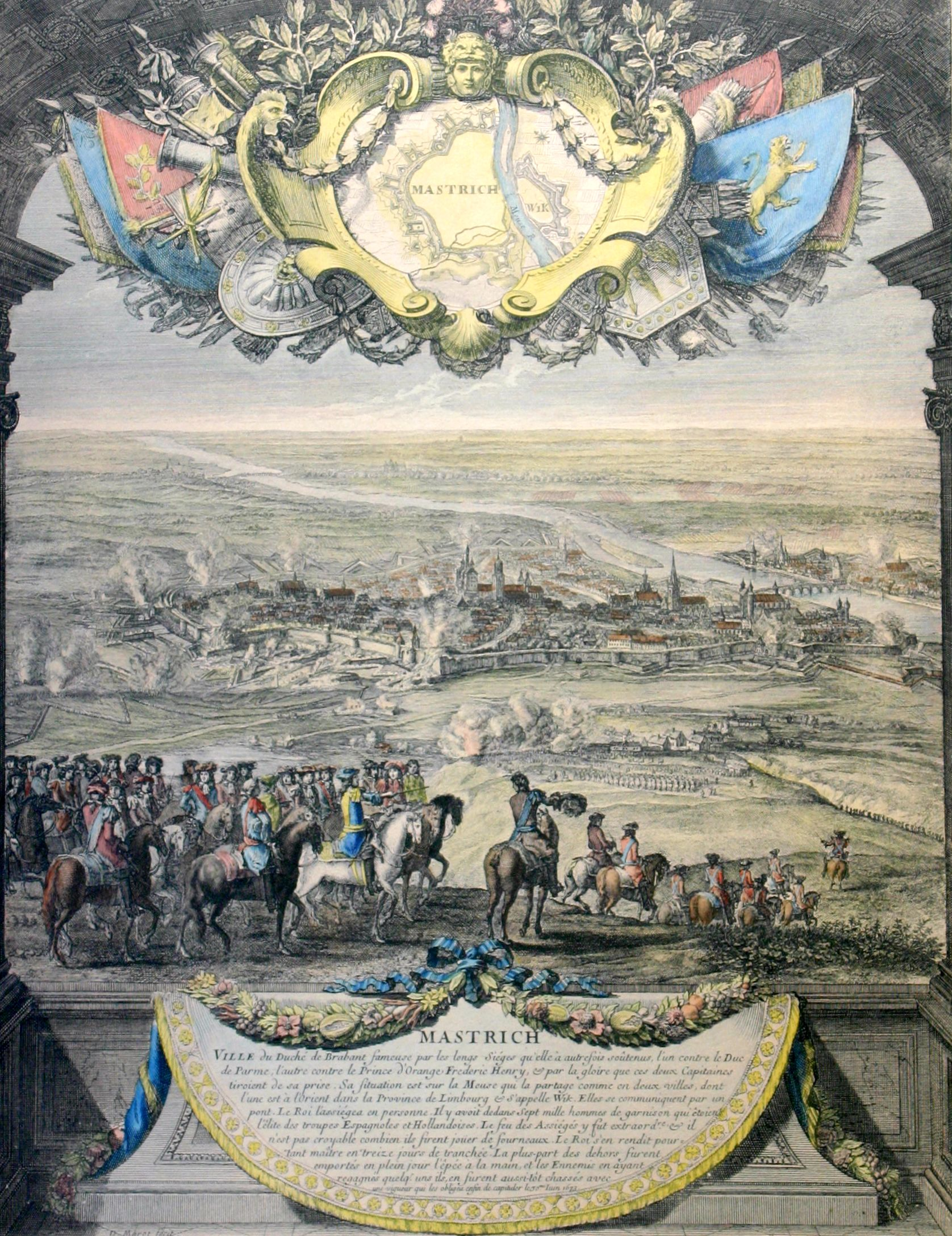
Imagem do cerco.

Sua localização em ambas as margens do Mosa tornou a cidade extremamente importante e foi uma das poucas guarnecidas em tempos de paz. O engenheiro holandês Menno van Coehoorn começou sua carreira lá em 1657, como um jovem tenente na companhia de seu pai. Antes da invasão de 1672, os franceses prepararam bases de suprimentos avançadas no Bispado de Liège e os holandeses responderam concentrando 11.000 mercenários em Maastricht. Eles esperavam que um cerco prolongado lhes daria tempo suficiente para preparar as seis fortalezas do Reno defendendo a fronteira oriental da República.
Os franceses chegaram a Maastricht em 17 de maio de 1672. Luís queria capturar a fortaleza primeiro, mas a conselho de Turenne contornou as principais defesas e apenas com dez mil homens ocupou as cidades de Tongeren, Maaseik, e Valkenburg. Isso lhe permitiu invadir as fortalezas do Reno e toda a República parecia à beira do colapso antes que os holandeses conseguissem estabilizar sua posição em agosto. A retenção de Maastricht agora lhes permitia ameaçar as extensas linhas de suprimento francesas. Em novembro de 1672, Guilherme III de Orange usou-a como base para um ataque a Charleroi, cidade controlada pelos franceses no início de sua rota de suprimentos, levando a maior parte da guarnição com ele.
Como resultado, capturar Maastricht tornou-se o objetivo principal da campanha francesa de 1673. O exército foi acompanhado por Luís XIV, que via os cercos como uma ferramenta de propaganda para aumentar sua glória pessoal e gostava da pompa. Quando menino, ele construiu uma fortaleza em tamanho real nos jardins reais para encenar uma guerra de cerco. Agora, novamente, no campo de treinamento militar de Fort Saint Denis, uma cópia aproximada de Maastricht de 600 metros de comprimento e 380 metros de largura foi construída para treinar cerca de vinte mil tropas de assalto, redescoberta por arqueólogos em 2010. Enquanto Luís reunia suas forças em torno de Kortrijk, outro exército francês estava concentrado no oeste para um ataque simulado contra Bruges, para impedir que as tropas espanholas reforçassem ainda mais Maastricht. Enquanto os Países Baixos Espanhóis eram oficialmente neutros, eles forneceram apoio diplomático e militar aos holandeses, já que o objetivo final de Luís era sua ocupação. O Rei primeiro se moveu para o leste contra Bruxelas, a sede de seu governador Juan Domingo de Zuñiga y Fonseca, mas continuou seu avanço, alcançando Maastricht sobre Sint-Truiden. O cerco começou oficialmente em 15 de junho, quando as primeiras trincheiras foram abertas.

## Avanços em táticas de cerco

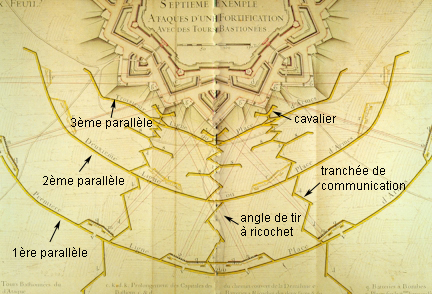
O cerco paralelo: três trincheiras paralelas, ligadas por linhas de comunicação. A primeira está fora do alcance do fogo defensivo, a terceira traz as tropas atacantes o mais perto possível do ponto de assalto, enquanto redutos protegem as extremidades de cada uma.

Maastricht foi o primeiro cerco onde o famoso engenheiro francês Sébastien Le Prestre de Vauban dirigiu as operações, em vez de ser um consultor técnico. Ele não era um comandante militar e, de acordo com o costume da época, estava subordinado ao oficial superior presente, nesse caso Luís XIV. Luís proibiu seus generais  Condé e Turenne de estarem presentes no cerco para impedi-los de compartilhar a glória. O Rei visitava regularmente as trincheiras, expondo-se ao fogo inimigo e era seguido de perto por pintores e poetas que tiveram que imortalizar suas façanhas para a posteridade, bem como pelo historiador da corte Paul Pellisson.

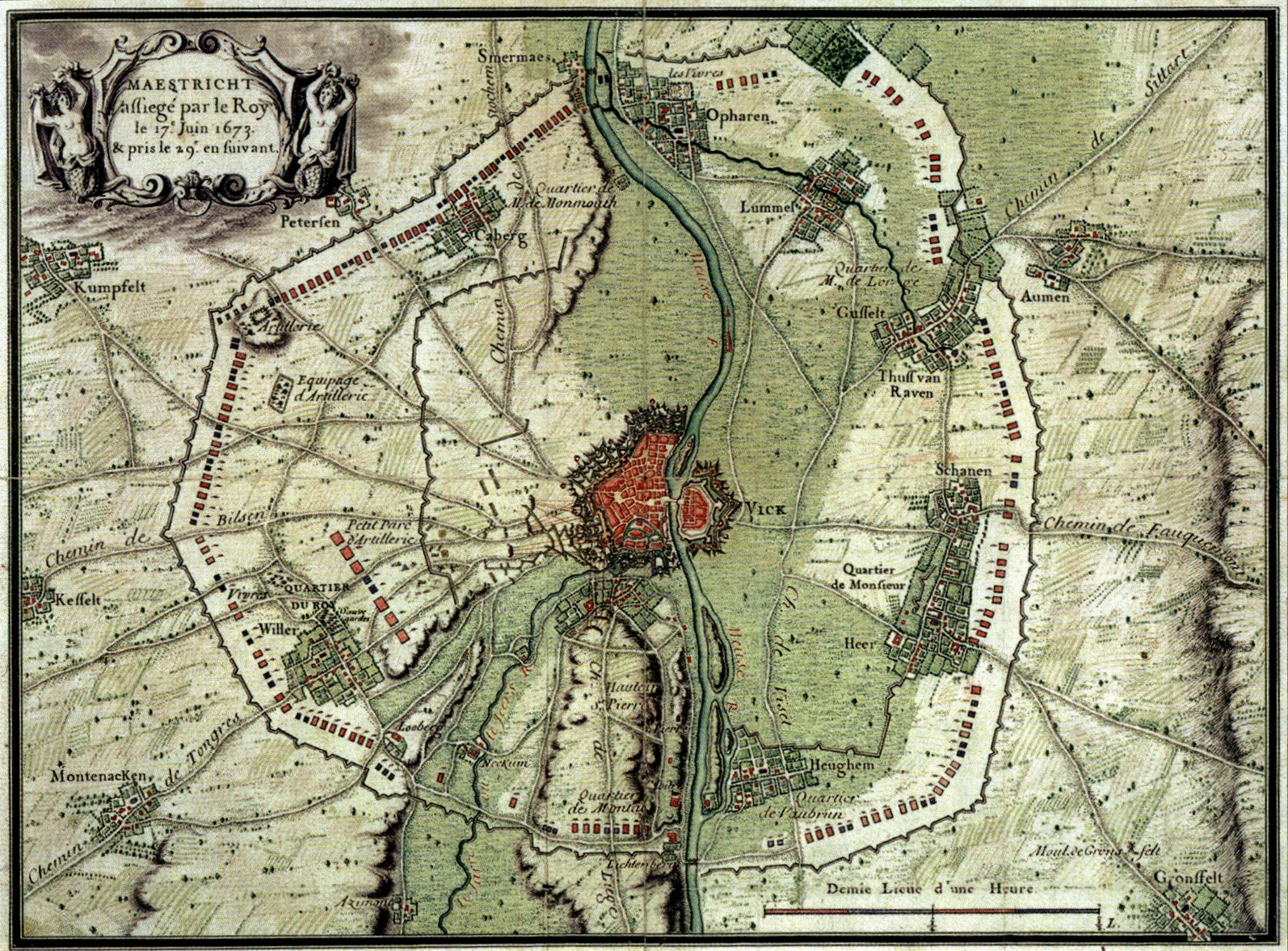
A circunvalação.

Embora comumente lembrado pelas fortificações que construiu, as maiores inovações de Vauban foram no campo das operações ofensivas. Alguns anos antes da captura de Maastricht, ele expressou seus pensamentos sobre a guerra de cerco em um manuscrito, que após sua morte, em 1740, foi publicado sob o título Mémoire pour servir d’instruction dans la conduite des sièges et dans la défense des places. Isso forneceu aos pesquisadores modernos alguns insights sobre os princípios gerais que Vauban provavelmente aplicou. O cerco paralelo estava em desenvolvimento desde meados do século XVI, mas Maastricht o viu levar a ideia à realização prática. Três trincheiras paralelas foram cavadas na frente das muralhas, conectando as trincheiras de assalto perpendiculares, a terra assim escavada sendo usada para criar aterros protegendo os atacantes do fogo defensivo, ao mesmo tempo em que os trazia o mais próximo possível do ponto de assalto (veja o diagrama). Os paralelos transversais permitiram que um número muito maior de soldados participasse simultaneamente de um assalto para sobrepujar os defensores, evitando pontos de estrangulamento que frequentemente levavam a falhas custosas. A artilharia foi movida para as trincheiras, permitindo que mirasse a base das muralhas a curta distância, com os defensores incapazes de abaixar suas próprias armas o suficiente para conter isso. Uma vez que uma brecha era feita, ela era então invadida. Este permaneceu o padrão para operações ofensivas até o início do século XX.
Vauban era excepcionalmente favorável a compensar o impacto da guerra sobre os pobres, tendo solicitado em uma ocasião que uma compensação fosse paga a um homem com oito filhos cujas terras foram tomadas para construir um de seus fortes. No entanto, suas obras de cerco exigiam um grande número de trabalhadores não remunerados, com punições severas para aqueles que tentassem fugir do serviço. 20.000 fazendeiros locais foram recrutados para cavar suas trincheiras em Maastricht.

## Efetivo das tropas

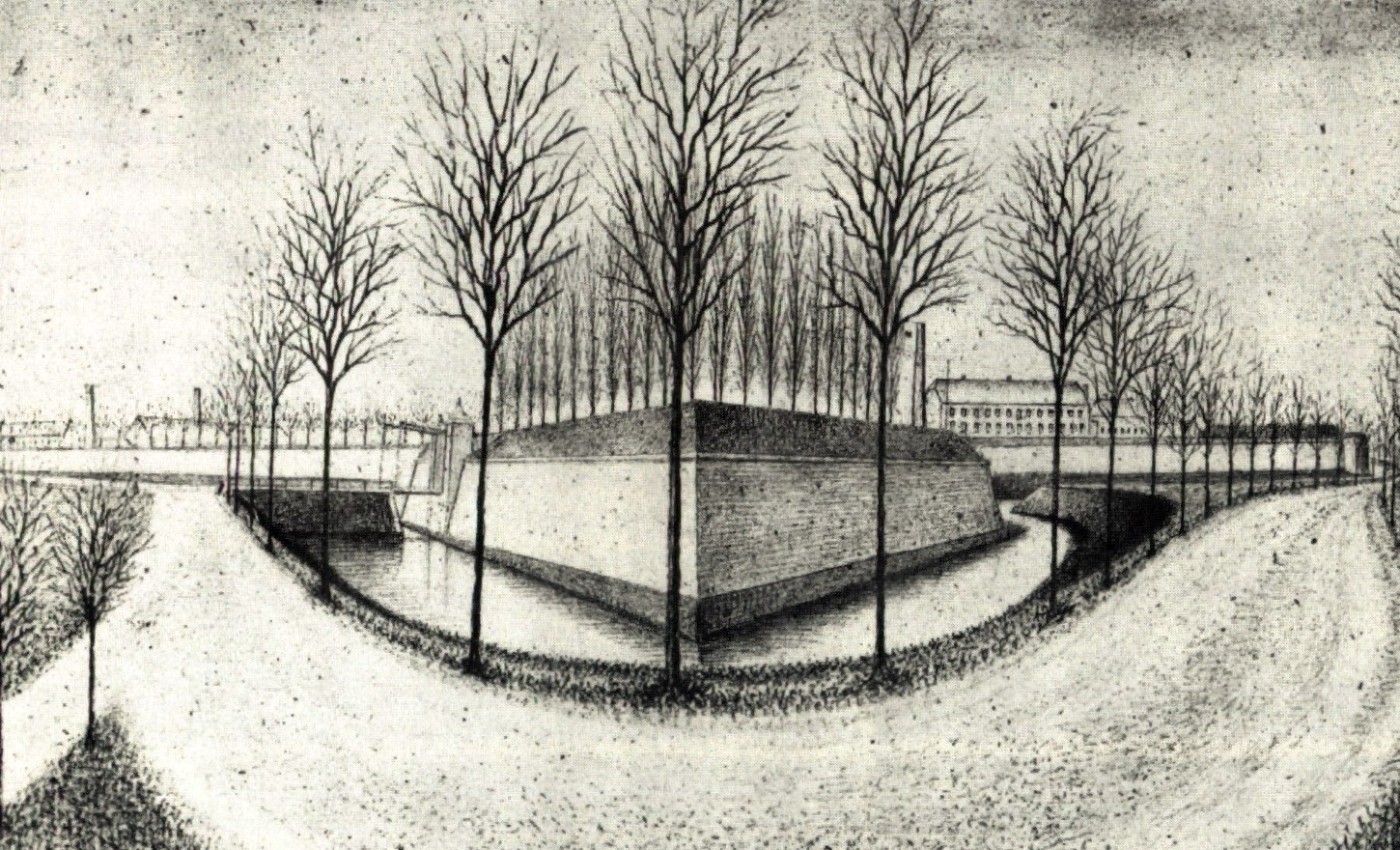
Gravura de 1865 de um revelim em Maastricht, semelhante ao capturado pelas tropas francesas em 24 de junho de 1673.

O Tratado Secreto de Dover incluía um acordo de Carlos II para fornecer uma brigada de 6.000 soldados ingleses e escoceses para o exército francês. Ele também continha disposições secretas, não reveladas até 1771, uma delas sendo o pagamento a Carlos de 230.000 libras esterlinas por ano para essas tropas. Enquanto Carlos estava ansioso para garantir que Luís sentisse que estava obtendo poder de combate pelo dinheiro, havia dúvidas consideráveis quanto à confiabilidade da brigada se fosse solicitada a lutar contra os protestantes holandeses em nome dos católicos franceses. Como resultado, ela fez parte da força de Turenne na Renânia, mas vários oficiais, incluindo Jaime Scott, 1.º Duque de Monmouth, e John Churchill, o futuro Duque de Marlborough estavam presentes em Maastricht como voluntários e receberam posições de destaque de Luís para satisfazer seu aliado inglês. As forças de ataque somavam cerca de quarenta mil homens.
A guarnição era comandada por Jacques de Fariaux, um experiente huguenote francês exilado a serviço da Holanda. Devido à grave situação dos holandeses, muitos regimentos foram retirados de Maastricht após maio de 1672. Em junho de 1673, oito regimentos de infantaria, três regimentos de cavalaria, uma companhia de engenheiros e uma companhia de granadeiros permaneceram na cidade. As tropas holandesas foram reforçadas por uma Divisão Espanhola contendo um regimento de infantaria italiana e dois regimentos de cavalaria espanhola. Os defensores totalizaram cerca de cinco mil homens. Isso era cerca de três mil homens abaixo da força que os comandantes da cidade já haviam indicado em 1671 como o mínimo para uma defesa bem-sucedida.
Entre 1645 e 1672, as fortificações foram completamente negligenciadas, caindo em ruínas. Elas consistiam em grande parte de terraplenagens que eram suscetíveis à erosão. Reparos improvisados em 1672 e 1673 melhoraram apenas parcialmente a situação. Paliçadas de madeira foram construídas para reforçar pontos fracos. Uma luneta foi adicionada em frente ao vulnerável Portão de Tongeren.

## Cerco

### Fortificação pelos sitiantes

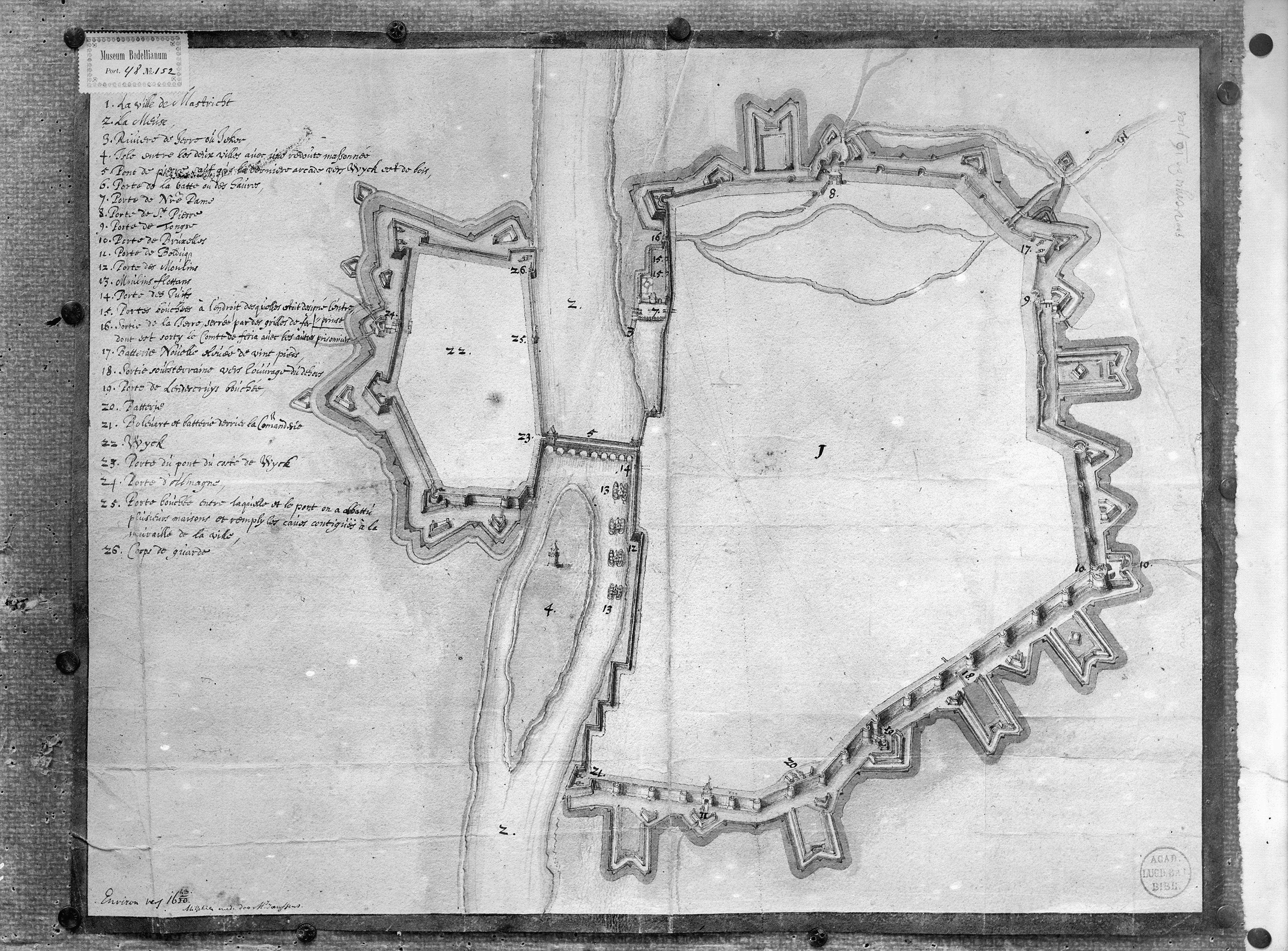
As fortificações em 1643. Elas mudaram pouco em 1673. O sul está para cima e o Portão de Tongeren é visível no canto superior direito do mapa, logo acima do hornaveque.

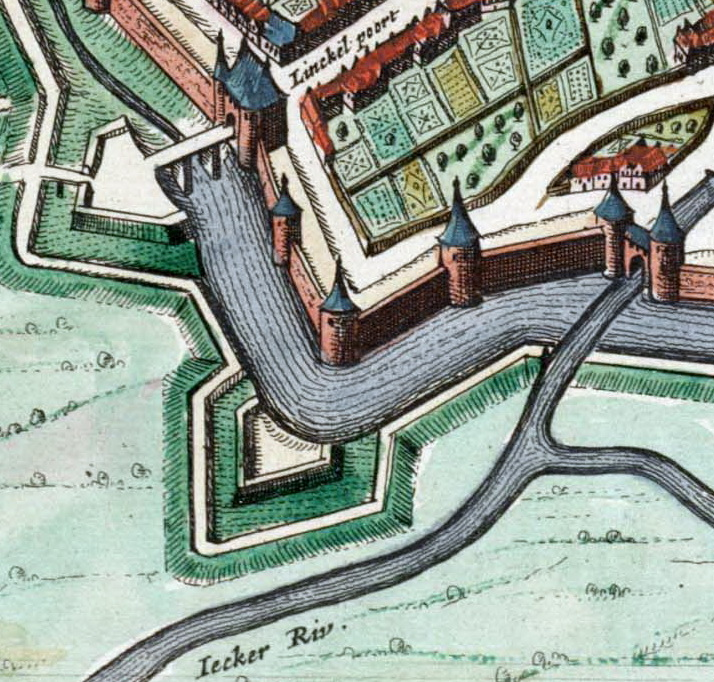
O Portão de Tongeren gravado por Joan Blaeu, no Atlas van Loon.

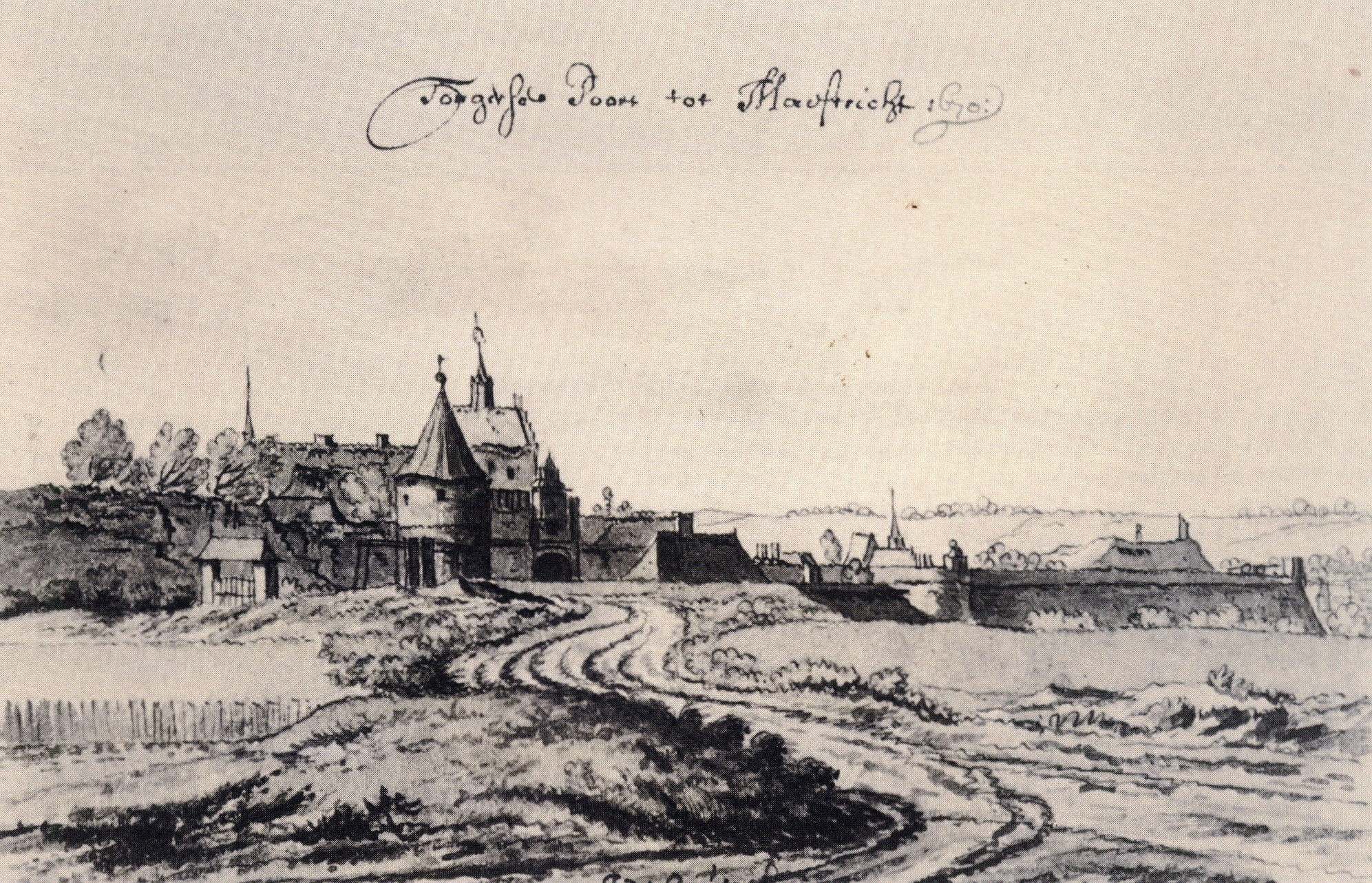
O Portão de Tongeren em 1670, antes da adição da luneta.

Em 5 de junho, as primeiras tropas francesas chegaram a Maastricht, avançando em direção à margem oeste do Mosa. No dia seguinte, tropas de Turenne apareceram na margem leste, fora do subúrbio de Wijck. Em 7 de junho, a construção de duas pontes de navios foi iniciada, ao norte da cidade, para conectar ambas as forças. Simultaneamente, uma hoste de pelo menos sete mil camponeses começou a cavar a circunvalação, embora nenhum exército de resgata fosse esperado. Os defensores naquele dia fizeram uma primeira surtida, seguida por uma segunda em 9 de junho, matando um número limitado de franceses. Em 10 de junho, Luís XIV chegou. No dia seguinte, após a conclusão das pontes durante a noite, ele foi acompanhado por seu irmão Filipe I, Duque de Orléans e acampou em Wolder, uma vila ao sudoeste da cidade, em uma enorme tenda capaz de acomodar quatrocentos cortesãos. De Fariaux foi cobrado a entregar a cidade, mas recusou.
Em 13 de junho, os franceses começaram a acumular grandes quantidades de madeira e materiais de escavação no lado oeste da cidade. O norte da fortaleza era protegido por um fosso profundo e largo, diretamente conectado ao rio Maas, enquanto o sul era coberto pelo riacho Jeker, que inundaria trincheiras. A rota de ataque óbvia, portanto, era do oeste, sobre a crista alta e rochosa que levava ao vau que, na época romana, foi a origem do assentamento. Frederick Henry em 1632 atacou esse lado também. A desvantagem da localização era que trincheiras mais profundas do tipo que Vauban preferia tinham que ser cavadas em rochas mais ou menos sólidas. Isso ainda era viável, no entanto, porque as camadas consistiam em calcáreo marga relativamente macio. Nesse setor, dois portões principais estavam presentes, o Portão de Bruxelas no norte e o Portão de Tongeren no sul.
Por volta de 14 de junho, a circunvalação foi concluída. Devido ao terreno difícil, grandes vãos permaneceram, o que não foi visto como um problema, pois a estrutura não tinha nenhuma função real. Em 1632, a circunvalação de Frederick Henry foi muito mais extensa. No mesmo dia, uma terceira ponte foi concluída ao sul da cidade. Os franceses estavam equipados com sessenta e três canhões de grande calibre. Em 16 de junho, baterias de armas foram posicionadas, duas em frente ao Portão de Tongeren e uma na encosta norte do Monte São Pedro, que oferece um ponto de vista ideal sobre a fortaleza. As armas, uma vez posicionadas, imediatamente abriram fogo, gastando três mil tiros nas primeiras seis horas. Durante todo o cerco, cerca de vinte mil tiros foram disparados por eles, de um estoque total de cinquenta mil. Agora ficou claro que o Portão de Tongeren era o objetivo principal. Ele formava um ponto fraco nas defesas, pois era protegido apenas por um pequeno revelim e a muralha da cidade atrás dele ainda tinha forma medieval, sem uma terraplenagem de apoio de altura total, embora um cavaleiro estivesse presente, o Tongerse Kat. Além disso, havia apenas um fosso seco ao norte. Em frente ao revelim, uma nova luneta havia sido construída, mas para obter a terra necessária, ao sul um reduto próximo protegendo a entrada da comporta Jeker havia sido nivelado. Vauban criticou isso mais tarde, alegando que se o reduto ainda estivesse presente, ele não ousaria atacar neste ponto por causa de seu fogo enfileirado. Esse fogo ainda era fornecido por uma grande hornaveque saliente ao norte do portão e o Groene Halve Maan, uma meia-lua ao sul.
Às 21 horas do dia 17 de junho, as duas trincheiras de assalto em direção ao Portão de Tongeren foram abertas. O trabalho progrediu em um ritmo constante sob o manto da escuridão e já tarde da noite um começo pôde ser feito com o primeiro paralelo, sua trincheira de conexão, que foi concluída no dia seguinte. Durante 19 e 20 de junho, o segundo paralelo foi construído. De Fariaux considerou uma investida para destruir as trincheiras, mas decidiu contra isso porque eram muito extensas e tinham sido reforçadas por artilharia. As baterias de armas francesas destruíram as paliçadas, silenciaram os canhões holandeses no Tongerse Kat e criaram pequenas brechas na muralha principal. Isso causou muito nervosismo entre a população da cidade, pois tradicionalmente os soldados tinham o direito de saquear uma cidade uma vez que sua muralha tivesse sido violada. Em 23 de junho, as trincheiras de assalto esquerda e direita atingiram seu ponto mais distante, cerca de 160 metros das defesas avançadas, além do alcance efetivo do mosquete. Durante a noite de 23 para 24 de junho, o terceiro paralelo foi concluído e cerca de 2.500 soldados foram reunidos nele para invadir o portão.

### Ataque

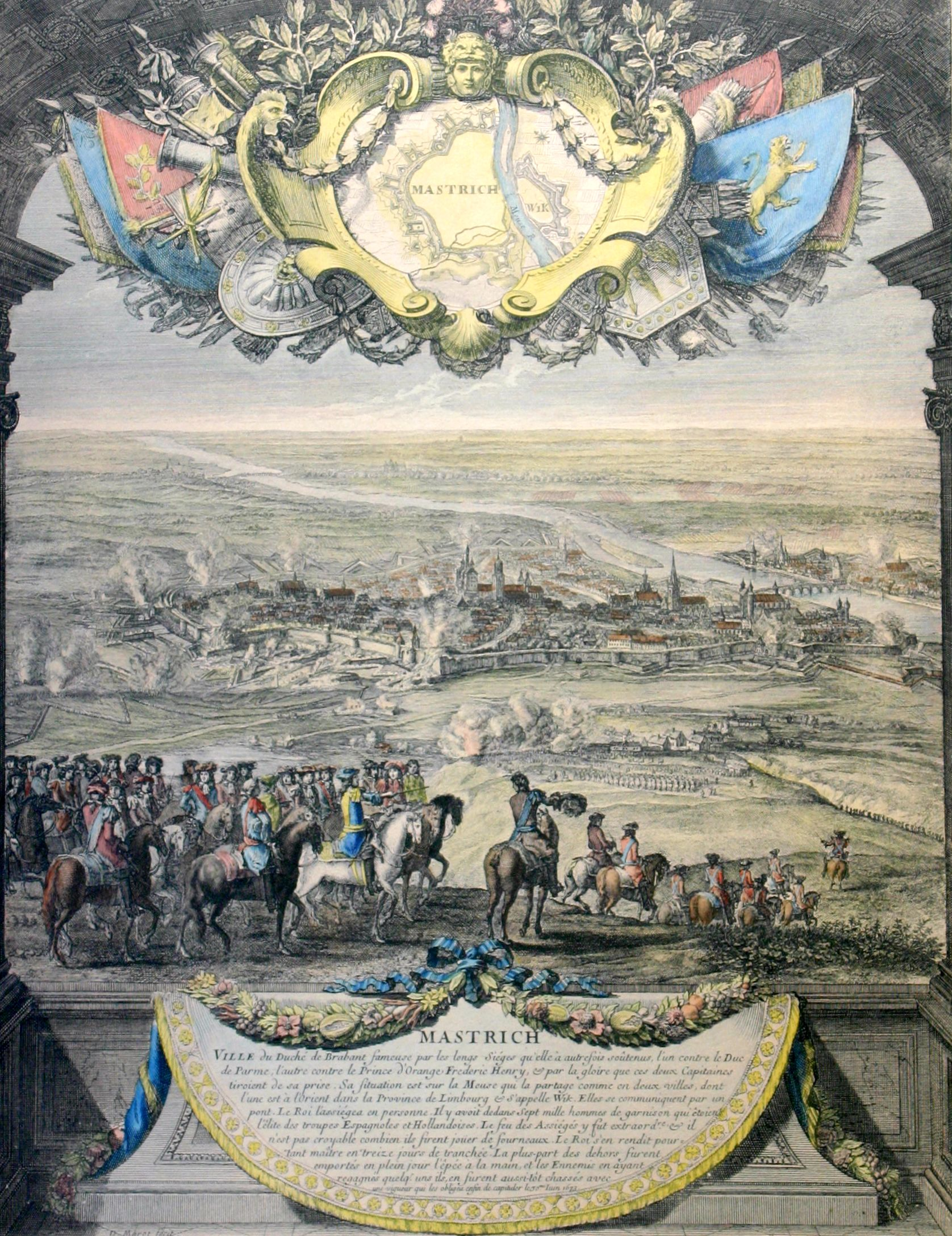
Imagem do cerco.

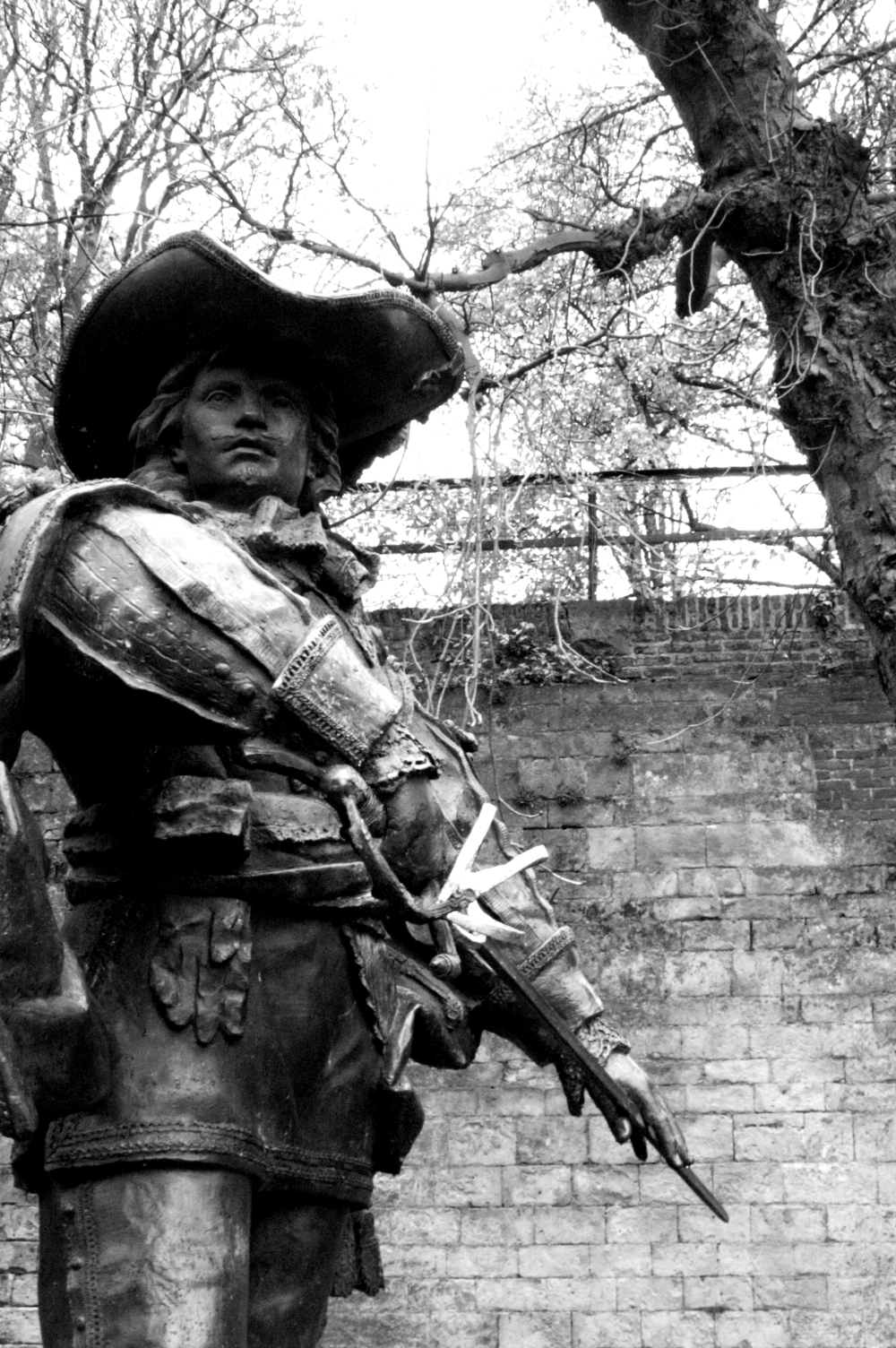
Estátua de D'Artagnan em Maastricht. O livro O Visconde de Bragelonne de Alexandre Dumas contém um relato romantizado de sua morte.

Na cidade, circulou um boato de que Luís estava com pressa para acabar com o cerco para celebrar a missa em sua St. Janskerk no nascimento de São João Batista, 24 de junho. Às 17 horas, cinco tiros de canhão foram disparados para marcar o início do ataque. Como um ataque diversionário, primeiro Wijck foi atacado, do outro lado do rio, para afastar os defensores. Os holandeses aqui com dificuldade repeliram o ataque. Seu comandante, o famoso poeta Tenente-Coronel Johan van Paffenrode, foi morto. A força de assalto no Portão de Tongeren foi dividida em três partes separadas. O Marquês de Montbrun comandou o esforço principal contra a luneta. Houve dois ataques diversionários. O da direita foi liderado por Charles de Montsaulnin, Conde de Montal, contra o Groene Halve Maan. O Duque de Monmouth comandou o da esquerda, que incluía cerca de cinquenta voluntários ingleses e uma companhia de Mousquetaires du roi sob o comando do capitão-tenente D'Artagnan, dirigido contra a estrutura de chifres. Luís tentou dissuadir Monmouth de participar, temendo que sua morte pudesse deteriorar as relações com a Inglaterra, mas no final o rei se sentiu obrigado a dar sua permissão, embora fornecendo-lhe uma armadura à prova de balas, que de fato poderia ter salvado sua vida. Vauban ordenou que os ataques secundários fossem apenas fintas, mas para seu desgosto Monmouth tentou escalar a estrutura de chifres e foi derrotado com pesadas perdas, mais de cem baixas. Na primeira contra escarpa, uma escarpa artificial que oferece aos defensores uma linha de comunicação transversal coberta para a frente, e o Groene Halve Maen, os franceses também sofreram muitas perdas, especialmente entre seus oficiais. A luneta foi tomada, rapidamente recapturada por um contra-ataque e então tomada novamente. No final da noite, engenheiros franceses conectaram a luneta ao terceiro paralelo por meio de uma trincheira de comunicação provisória.
Parte das defesas da cidade eram túneis permanentes que tinham sido escavados sob o planalto de marga a oeste. Durante o período de negligência após 1645, eles tinham desmoronado parcialmente, mas antes do cerco alguns reparos apressados tinham sido realizados. Enquanto as tropas francesas estavam sendo substituídas ao amanhecer de 25 de junho, os holandeses deixaram uma mina explodir sob a luneta, matando cerca de cinquenta atacantes. Imediatamente os defensores fizeram uma investida e recapturaram a luneta pela segunda vez. Em resposta, os britânicos e franceses atacaram novamente, Monmouth circulando a luneta pela esquerda, D'Artagnan pela direita, enquanto a 2ª Companhia de Mosqueteiros atacava a frente. Após um período de luta confusa, os defensores foram rechaçados, mas vários oficiais ingleses foram mortos e outros feridos, incluindo Churchill. D'Artagnan foi mortalmente atingido na cabeça por uma bala, ao passar por uma brecha na primeira paliçada da contra escarpa. Dos trezentos mosqueteiros destacados, mais de oitenta foram mortos e mais de cinquenta gravemente feridos. Em sua homenagem, um revelim posterior erguido neste local seria chamado de demilune des mousquetaires. Nessa fase crítica da batalha, Vauban perdeu a confiança. Presumia-se que o moral da guarnição estava baixo, mas agora ela se mostrou muito mais agressiva do que o esperado. Ele também se preocupava com a possível extensão do túnel. Ele escreveu a François Michel Le Tellier, Marquês de Louvois, o ministro da guerra francês, que se os holandeses conseguissem recapturar a luneta pela terceira vez, havia uma grande possibilidade que o cerco tivesse que ser levantado. A princípio, os atacantes tinham apenas um controle tênue sobre a luneta e levariam mais de cinco horas para trazer reforços. No entanto, outra incursão não se materializaria e a população começou a encher o portão com esterco.
Durante os dias 26 e 27 de junho, os franceses se reorganizaram, reconstruindo suas equipes de assalto. Nos dias anteriores, eles perderam cerca de dois mil homens. Foi decidido que, antes que o revelim em frente ao portão pudesse ser atacado, primeiro o hornaveque e o Groene Halve Maan teriam que ser reduzidos para evitar fogo enfileirado. Baterias de armas foram colocadas entre a luneta e o hornaveque, para bombardeá-lo a uma curta distância. Essas posições de armas também poderiam impedir uma possível investida do portão. Em 27 de junho, Luís estava em um estado de espírito contemplativo, observando silenciosamente por horas o bombardeio da cidade, de pé na encosta norte do Morro de São Pedro. Engenheiros franceses cavaram um túnel sob o hornaveque e na noite de 27 para 28 de junho eles deixaram uma mina explodir. Os defensores italianos entraram em pânico e permitiram que as muralhas fossem escaladas. Eles então se reuniram, contra-atacando com granadas de mão, mas finalmente foram forçados a deixar a posse da terraplenagem para os franceses. Os franceses capturaram vários engenheiros que revelaram a posição dos túneis minados. Antes que os atacantes pudessem penetrar na rede de túneis, os defensores explodiram cinco minas sob a cornija. Embora os franceses se preparassem para uma investida, nenhuma ocorreu. A guarnição com falta de efetivo estava agora muito enfraquecida. Em 28 de junho, uma delegação de burgueses solicitou que de Fariaux se rendesse. Uma bateria de armas adicional foi colocada em frente ao portão. Na noite de 28 para 29 de junho, tropas francesas se infiltraram no revelim, que tinha sido abandonado.

### Rendição
Em 29 de junho, um trompetista exigiu novamente a rendição da cidade e de Fariaux novamente recusou. Posteriormente, as baterias francesas intensificaram seu bombardeio tanto do centro da cidade quanto das obras de defesa. As baterias na encosta norte do Morro São Pedro concentraram seu fogo no canto sudoeste da muralha da cidade que desabou no fosso atrás do Groene Halve Maan. Essa meia-lua foi abandonada pelos holandeses durante a noite de 29 para 30 de junho. Como a situação da guarnição era desesperadora, forte pressão moral foi aplicada pela população a Fariaux para não continuar a luta. Eles o lembraram que durante o Cerco de Maastricht de 1579, no dia 29 de junho as tropas espanholas de Alexandre Farnese, Duque de Parma começaram a saquear a cidade, em três dias assassinando mil de seus habitantes. Eles imploraram para que ele impedisse a repetição desses trágicos eventos.
Na manhã de 30 de junho, Fariaux enviou uma mensagem de que estava pronto para negociar. Após duas horas de negociações, ele rendeu a cidade em termos relativamente favoráveis. A guarnição recebeu passagem livre, com tambores batendo e cores tremulando, para o território holandês mais próximo em 's-Hertogenbosch, 150 quilômetros a noroeste. Eles incluíam Van Coehoorn, que havia sido ferido durante o cerco. Não haveria pilhagem. Maastricht era um condomínio do Ducado de Brabante, cujos direitos foram subsumidos pela República Holandesa e por Liège. O bispo de Liège, Maximiliano Henrique da Baviera, era o aliado formal de Luís na guerra. Além disso, o rei francês alegou ser o legítimo Duque de Brabante, pois o título seria parte do dote de sua esposa. Em qualquer caso, ele pretendia que a cidade fosse uma possessão francesa permanente. Imediatamente após a rendição, dois regimentos franceses ocuparam o Duitse Poort no subúrbio leste de Wijck e, no oeste, o Portão de Bruxelas através do qual Luís faria sua entrada triunfal.
As perdas de ambos os lados foram pesadas. O número de soldados que chegaram a 's-Hertogenbosch é exatamente conhecido: 3.118. Se o número de defensores foi de fato 5.000, suas baixas devem ter sido de cerca de 1.700. As estimativas das perdas francesas variam consideravelmente. Elas foram estimadas em 900 mortos e 1.400 de feridos, em aproximadamente o dobro do número de baixas holandesas. Ou por relatos holandeses contemporâneos em 6.000 mortos e 4.000 feridos. Os holandeses na época, por razões de propaganda, publicaram longas listas de oficiais franceses mortos.

## Consequências

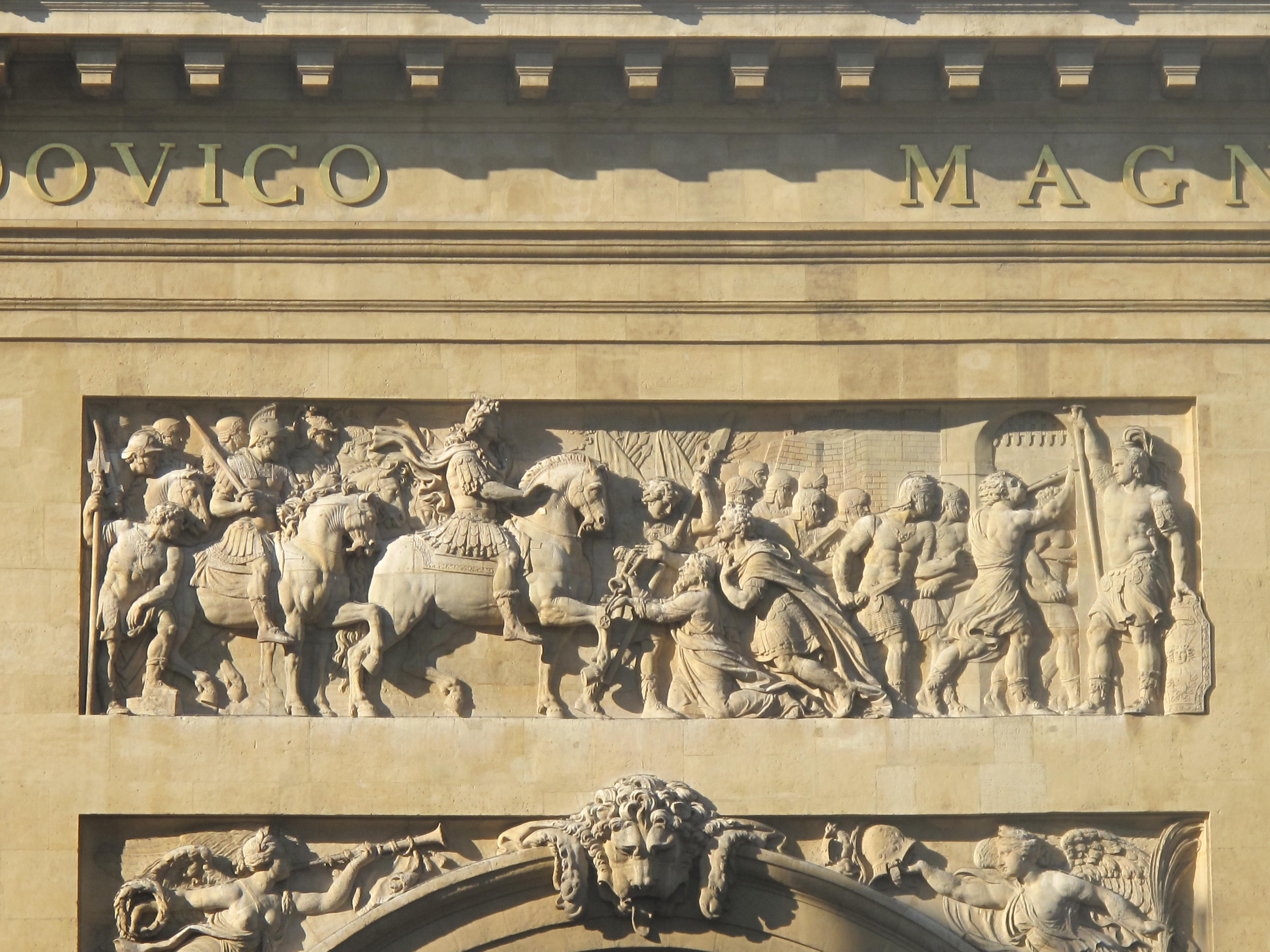
O relevo de Anguier.

A rápida queda de Maastricht significou que Luís tinha algum tempo de sobra. Para se manter ocupado, ele atacou o Eleitorado de Trier, sem uma declaração de guerra, sob o pretexto de que o bispo havia permitido a entrada de algumas companhias de tropas imperiais. A cidade de Trier foi sitiada e amplamente destruída. Guilherme III temia que 's-Hertogenbosch ou Breda fossem o próximo alvo francês e reuniu um exército aliado dos Estados espanhóis de trinta mil em Geertruidenberg para socorrer qualquer uma dessas cidades. Os franceses realmente consideraram um ataque a 's-Hertogenbosch, mas decidiram contra isso porque o sucesso não poderia ser garantido em vista do terreno pantanoso. Embora perder Maastricht tenha sido um golpe para o moral holandês, o cerco de Trier que lhe seguiu seria muito favorável para eles. A opinião pública nos estados alemães ficou indignada com a conduta francesa. O imperador moveu seu exército para a Renânia e Luís em resposta retirou a maioria de suas tropas da Linha de Água da Holanda, enfraquecendo perigosamente seu domínio sobre Utrecht e Gelderland.
Pouco depois da queda de Maastricht, os holandeses concordaram com o Tratado de Haia de agosto de 1673 com o Imperador Leopoldo e a Espanha,, aos quais se juntou em outubro Carlos IV, Duque de Lorena, criando a Quádrupla Aliança. Na Linha de Água, Guilherme III de Orange recapturou a cidade-fortaleza de Naarden em 13 de setembro. Com a guerra se expandindo para a Renânia e a Espanha, as tropas francesas se retiraram da República Holandesa, mantendo apenas Grave e Maastricht. Grave foi recapturada pelos holandeses em 1674.

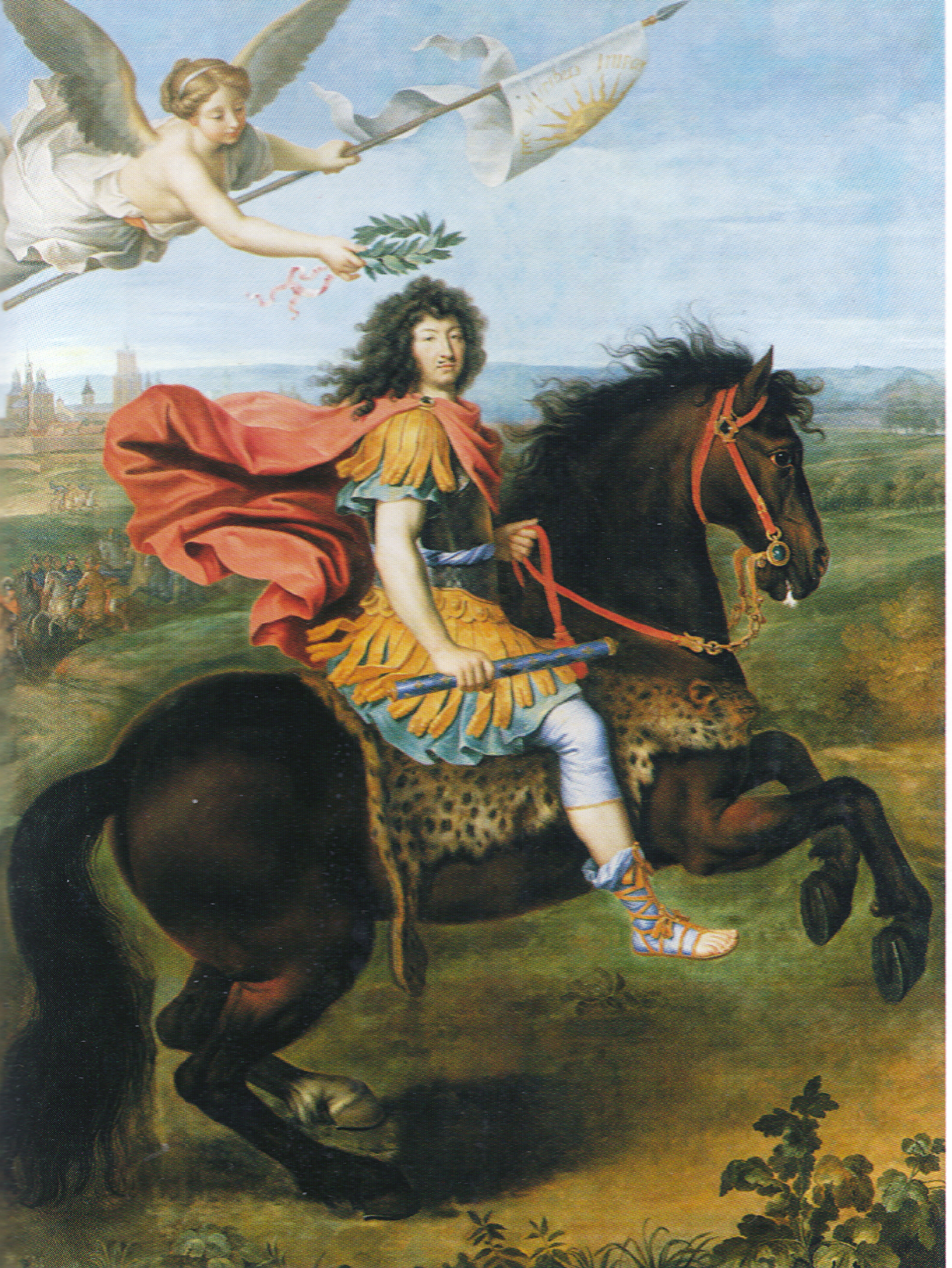
Luís como um triunfante romano, por Pierre Mignard.

A aliança entre a Inglaterra e a França católica foi impopular desde o início e, embora os termos reais do Tratado de Dover permanecessem em segredo, muitos suspeitavam deles. No início de 1674, a Dinamarca juntou-se à Aliança, enquanto a Inglaterra e os holandeses fizeram as pazes no Tratado de Westminster. Guilherme III tentou recapturar Maastricht em 1676, mas falhou, pois os franceses tinham melhorado muito as fortificações de acordo com um plano desenhado por Vauban. Imediatamente após o cerco, Vauban passou três semanas pesquisando a cidade e seus arredores para criar mapas detalhados de o terreno. Então, uma maquete em grande escala da fortaleza foi feita. Após muita controvérsia entre historiadores, o consenso atual é que esse modelo foi descartado relativamente cedo e não é idêntico à maquete de Maastricht existente no Museu do Exército de Paris, que mostra a situação em meados do século XVIII. Em 16 de setembro de 1673, Louvois escreveu que Luís preferiria desistir de Paris ou Versalhes do que devolver Maastricht, mas a cidade foi devolvida aos holandeses quando o Tratado de Nijmegen encerrou a guerra em 1678. Os franceses usaram a cidade como moeda de troca para seduzir os holandeses a deixar de apoiar os objetivos de guerra espanhóis. Eles tinham prometido que, após uma vitória, a cidade seria cedida aos Países Baixos espanhóis, mas recusaram quando a paz foi assinada, alegando que, caso contrário, as condições do tratado seriam violadas.
O cerco foi o tema de um conjunto de pinturas de Charles Le Brun no teto da Galeria dos Espelhos em Versalhes. Adam Frans van der Meulen também dedicou uma série de pinturas ao evento. Luís mandou redesenhar a Porte Saint-Denis para comemorar também este cerco, uma placa dedicando-a LUDOVICO MAGNO, QUOD TRAJECTUM AD MOSAM - XIII. DIEBUS CEPIT, "a Luís, o Grande, por capturar Maastricht em treze dias". Os relevos que retratam o cerco foram feitos por Michel Anguier.